# Албанська республіка
Албанська республіка (алб. Republika Shqiptare) — офіційна назва Албанії, закріплена у Конституції 1925 року. Албанія стала De facto протекторатом Королівства Італія після підписання Тиранських договорів 1926 і 1927 року, Албанія була оголошена у 1928 році конституційною монархією. Після свого створення республіка була під сильним впливом Королівства Італія, дві держави були союзниками, за для збільшення впливу Італії на Балканах, а також обопільної безпеки проти Греції, з якої обидві країни мали територіальні претензії.

## Скасування князівства
Після перемоги над урядом Фан Нолі. Ахмет Зогу закликав парламент вирішити долю некоронованого Албанського князівства. Парламент швидко прийняв нову конституцію, оголосив Албанію республікою, і надав Зогу диктаторські повноваження, що дозволило йому призначати і звільняти міністрів, накладати вето на закони, і призначати весь основний адміністративний персонал і третину Сенату. Конституція передбачала парламентську республіку з потужною президентською владою, у якій президент виступає головою держави та уряду. Ахмет Зогу був обраний президентом на семирічний термін Національними зборами, до його проголошення королем албанців. Зогу підтримував добрі стосунки з фашистським режимом Беніто Муссоліні в Італії і підтримував зовнішню політику Італії. 31 січня Зогу був обраний президентом на семирічний термін. Опозиційні партії і громадянські свободи були скасовані; противники режиму були вбиті й постраждали від суворої цензури . Зогу правив Албанією через чотирьох військових губернаторів, відповідальних перед ним особисто. Він призначив вождів кланів офіцерами резерву армії, які мали відгукнутись на заклик для захисту режиму проти внутрішніх або зовнішніх загроз.

## Італійське проникнення
В обмін на інвестування Зогу, Белград очікував поступки терену і вплив на Тирану. Цілком очевидно, що Зогу обіцяв територіальні поступки Белграду до початку інвестування, але прийшовши до влади албанський керманич оголосив албанські власні територіальні претензії. 30 липня 1925 дві країни підписали угоду повернення монастиря Святого Наума на Охридському озері та інших спірних околиць до Югославії. Проте Югославія, більше нічого не отримала від інвестування у Зогу. Він відмовився від Белграду і звернувся до Італії для захисту. Проте Муссоліні вбачав в Албанії плацдарм на Балканах, і після війни великі держави фактично визнали італійський протекторат над Албанією. У травні 1925 р., Італія почала проникнення в життя Албанії, кульмінацією якої стане чотирнадцять років по тому окупація і анексія Албанії. Першим великим кроком була угода між Римом і Тираною, що дозволило Італії експлуатувати родовища корисних копалин в Албанії. Незабаром Парламент Албанії дозволив інвестувати Риму в Албанський Національний банк, який виступав як албанська скарбниця хоча її головний офіс був у Римі та італійські банки мали ефективний контроль над ним. Албанці також погодились на монополію Італійської судноплавної компанії на вантажні та пасажирські перевезення у/з Албанії. Наприкінці 1925, Товариство Економічного розвитку Албанії, з вирішальним італійським капіталом, почало надавати Албанії кошти під високі відсотки на транспорт, сільське господарство і громадські роботи. У середині 1926, Італія почала поширювати свій політичний вплив на Албанію, з проханням до Тирани визнати особливий статус Риму в Албанії і прийняти італійських інструкторів в армію і поліцію. Зогу чинив опір до початку повстання в північних горах, під тиском албанський керманич підписав Перший Тиранський договір з італійцями 27 листопада 1926. У договорі, обидві держави домовилися не укладати жодних угод з іншими державами, що завдають шкоди їхнім взаємним інтересам. Угода, по суті, гарантувала політичне становище Зогу в Албанії, а також кордонів країни. У листопаді 1927 року, Албанія та Італія вступили в оборонний союз, підписавши Другий Тиранський договір, в якому італійський генерал і близько сорока офіцерів, консультували албанську армію. Італійські військові експерти незабаром почали інструктаж воєнізованих груп молоді. Тирана також дозволила італійському військово-морському флоту доступ до порту Вльора, албанці отримали великі поставки озброєнь з Італії.